# Condado de Phillips (Montana)
O Condado de Phillips é um dos 56 condados do estado americano do Montana. A sede do condado é Malta, que é também a sua maior cidade. O condado tem uma área de 13 499 km² (dos quais 189 km² estão cobertos por água), uma população de 4601 habitantes, e uma densidade populacional de 0,34 hab/km² (segundo o censo nacional de 2000). O condado foi fundado em 1913.